# 定居者

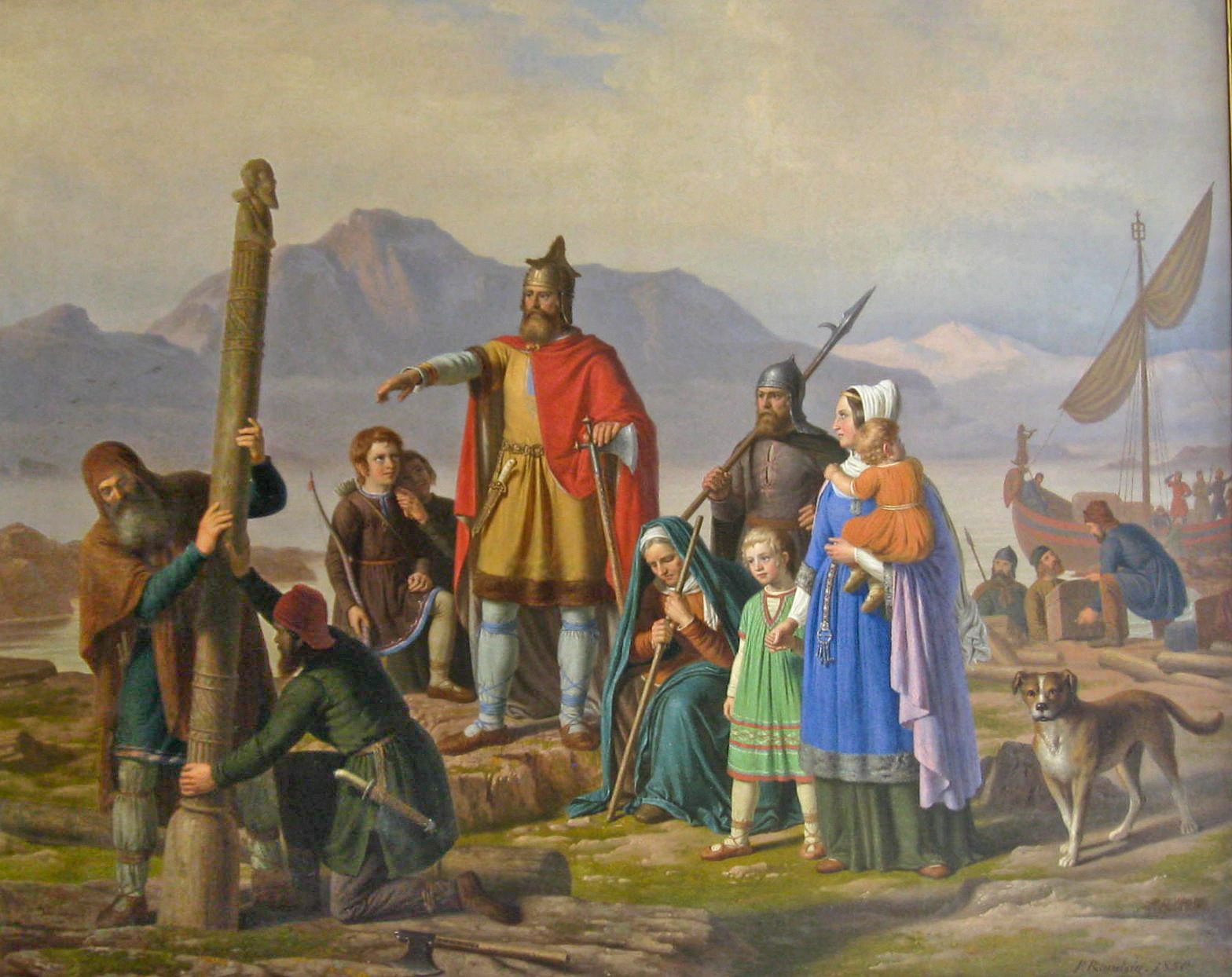
一副描绘冰岛首批中世纪定居者的绘画（1850年）

定居者（也翻译为移居者、殖民者等），指自愿或被迫迁徙到一个地区后，在迁入地长期居住且通常进行殖民的人。迁居到无人居住或人烟稀少地区的定居者通常被称为拓荒者（英語：pioneer），大多都是西方国家，如葡萄牙、西班牙、英国、法国、俄罗斯。
定居者通常来自于定居型文化，游牧型文化的人通常会在传统领地内季节性地更换居所。定居者在新地区的生活通常依赖于对该地原住民的剥夺，因此同时是一个非常暴力的过程很多时候，定居者背后都有政府或大国的支持。定居者会妨碍原住民继续其原本的生活，甚至是屠杀原住民以获得他们的土地和资源。

## 使用
在美国，“定居者”（settler）通常指早期到新大陆定居的欧洲人，并且不包括被奴役的非洲人。在加拿大，“定居者”（settler）被用于指代非原住民血统的人。它并不是描述个人或个人价值判断，而是对一个特定社会身份的描述。

### 定居者与移民
相对于一般“移民”（英語：immigrant）是迁居到一个已经完全结构化的社会，定居者通常是迁居到人烟稀少或无人居住的地区，或者尽管人口稠密但文化与其原本的文化完全不同，甚至被认为劣等的地区。定居者的到来往往伴随着其原籍地文化和领地的扩张，因此很多最初的定居者从事与土地有关的工作，比如来自法国的定居者在突尼斯种植橄榄树，而他们在当地生育的被称为“黑脚”的后裔则都集中在城市中心。

### 定居者与“定居殖民主义”
外国人在原住民领地定居的过程通称被称为“定居殖民主义”，它是一个依赖暴力剥夺的过程。根据露丝·摩根等部分学者的理论，定居殖民主义仍在持续，它正继续构建着世界许多地方土著人民当前的生活经历。根据该理论，定居者不仅仅包括最早到达一个地区的人，而且包括参与对本属于他人的领土进行定居的所有人。

### 中文中的使用
与“settler”对应的中文翻译用词包括“定居者”、“移居者”、“殖民者”、“移民”、“侨民”等，根据不同的语境或者翻译者的偏好可能使用不同的词，而且上述中文词汇的含义与英文中“settler”也不完全一致。
“定居者”一词在中文中常用于“犹太定居者”（Jewish settler）一词。对于殖民时期的各个殖民地的定居者，中文中常直称其为“殖民者”（colonist），“殖民者”在中文中是一个带有贬义的词汇。

## 近义词
在美式英语中，“pioneer”一词常被用来指移居到人烟稀少地区并在那里建立永久定居的人，如指代美国西部开拓者的“American pioneer”一词，这一用法在英语中最早被记录于1605年。该词可以用来比喻“先行或先做某事的人”，相当于中文中的“拓荒者”或“开拓者”。